# Lew Tendler
Lew Tendler (Filadelfia, 28 settembre 1898 – Atlantic City, 15 novembre 1970) è stato un pugile statunitense.
La International Boxing Hall of Fame lo ha riconosciuto fra i più grandi pugili di ogni tempo.
Lo storico del pugilato Nat Fleischer lo chiamava "il più grande mancino della storia del ring", benché Tendler non avesse mai vinto un campionato mondiale.

## Gli inizi
Di famiglia ebraica immigrata negli Stati Uniti dalla Russia, divenne professionista nel 1913.

## La carriera
Fu antagonista di Benny Leonard, Johnny Dundee, Mickey Walker.